# Groupe E de la Coupe d'Afrique des nations de football 2021
Navigation
- A
- B
- C
- D
- E

- Quarts
- Demies
- Finale

Les matches du groupe E de CAN 2021, se dérouleront du 01 au 20 Janvier 2022  au Complexe multisports de Japoma de Douala et au Stade de Limbé a Limbé. Le groupe est composé de l'Algérie, tenant du titre, ainsi que la Côte d'Ivoire, la Sierra Leone et la Guinée équatoriale.

## Description du groupe et participants
| Position au tirage au sort | Équipe             | Chapeau | Méthode de qualification | Date de qualification | Participations | Dernière participation | Meilleure performance passée | Classement FIFA de août 2021 |
| -------------------------- | ------------------ | ------- | ------------------------ | --------------------- | -------------- | ---------------------- | ---------------------------- | ---------------------------- |
| E1                         | Algérie            | 1       | Vainqueur du Groupe H    | 16 novembre 2020      | 19ème          | 2019 (Tenant du titre) | en 1990 et 2019              | 30                           |
| E2                         | Sierra Leone       | 3       | Deuxième du Groupe L     | 15 juin 2021          | 3ème           | 1996                   | 1er tour en 1994 et 1996     | 106                          |
| E3                         | Guinée équatoriale | 4       | Deuxième du Groupe J     | 25 mars 2021          | 3ème           | 2015                   | Quatrième en 2015            | 132                          |
| E4                         | Côte d'Ivoire      | 2       | Vainqueur du Grooupe K   | 26 mars 2021          | 24ème          | 2019                   | en 1992 et 2015              | 57                           |

## Villes et stades
| [[Fichier:Cameroon map Lambert-AEA administrative with regions-blank.svg\|175px\|{{#if:\|{{{alt}}}\|Groupe E de la Coupe d'Afrique des nations de football 2021 est dans la page Cameroun.]]Douala Limbe | Douala                         | Limbé             |
| --- | ------------------------------ | ----------------- |
| [[Fichier:Cameroon map Lambert-AEA administrative with regions-blank.svg\|175px\|{{#if:\|{{{alt}}}\|Groupe E de la Coupe d'Afrique des nations de football 2021 est dans la page Cameroun.]]Douala Limbe | Complexe multisports de Japoma | Stade de Limbé    |
| [[Fichier:Cameroon map Lambert-AEA administrative with regions-blank.svg\|175px\|{{#if:\|{{{alt}}}\|Groupe E de la Coupe d'Afrique des nations de football 2021 est dans la page Cameroun.]]Douala Limbe | Capacité : 50 000              | Capacité : 20 000 |
| [[Fichier:Cameroon map Lambert-AEA administrative with regions-blank.svg\|175px\|{{#if:\|{{{alt}}}\|Groupe E de la Coupe d'Afrique des nations de football 2021 est dans la page Cameroun.]]Douala Limbe | Stade de Limbé                 |                   |

## Classement
| Rang | Équipe             | Pts | J | G | N | P | Bp | Bc | Diff |  | Résultats (▼ dom., ► ext.) |     |     |     |     |
| ---- | ------------------ | --- | - | - | - | - | -- | -- | ---- |  | -------------------------- | --- | --- | --- | --- |
| 1    | Côte d'Ivoire      | 7   | 3 | 2 | 1 | 0 | 6  | 3  | +3   |  | Côte d'Ivoire              |     | 1-0 | 2-2 | 3-1 |
| 2    | Guinée équatoriale | 6   | 3 | 2 | 0 | 1 | 2  | 1  | +1   |  | Guinée équatoriale         | 0-1 |     | 1-0 | 1-0 |
| 3    | Sierra Leone       | 2   | 3 | 0 | 2 | 1 | 2  | 3  | -1   |  | Sierra Leone               | 2-2 | 0-1 |     | 0-0 |
| 4    | AlgérieT           | 1   | 3 | 0 | 1 | 2 | 1  | 4  | -3   |  | AlgérieT                   | 1-3 | 0-1 | 0-0 |     |

En huitièmes de finale
- Le vainqueur du Groupe E affrontera l'équipe classée deuxième du Groupe D.
- Le deuxième du Groupe E affrontera le premier du Groupe F.
- Le troisième du Groupe E (s'il fait partie des quatre meilleurs troisièmes) affronterait le vainqueur du Groupe A ou du Groupe D.

## 1rejournée

### Algérie - Sierra Leone
| Match 7                   | Algérie | 0 - 0   | Sierra Leone | Stade de Japoma, Douala                                                   |                                                                           |
| 11 janvier 2022 14h00 WAT |         | (0 - 0) |              | Arbitrage : Ahmad Imtehaz Heeralall (de) Arbitre vidéo : Mahmoud El Banna | Arbitrage : Ahmad Imtehaz Heeralall (de) Arbitre vidéo : Mahmoud El Banna |
| 11 janvier 2022 14h00 WAT | Rapport |         |              | Arbitrage : Ahmad Imtehaz Heeralall (de) Arbitre vidéo : Mahmoud El Banna | Arbitrage : Ahmad Imtehaz Heeralall (de) Arbitre vidéo : Mahmoud El Banna |

### Guinée Équatoriale - Côte d’Ivoire
| Match 12              | Guinée équatoriale | 0 - 1   | Côte d'Ivoire | Complexe multisports de Japoma, Japoma                           |                                                                  |
| 12 janvier 2022 20h00 |                    | (0 - 1) | 5e Gradel     | Arbitrage : Rédouane Jiyed (es) Arbitre vidéo : Bouchra Karboubi | Arbitrage : Rédouane Jiyed (es) Arbitre vidéo : Bouchra Karboubi |
| 12 janvier 2022 20h00 | Rapport            |         |               | Arbitrage : Rédouane Jiyed (es) Arbitre vidéo : Bouchra Karboubi | Arbitrage : Rédouane Jiyed (es) Arbitre vidéo : Bouchra Karboubi |

## 2ejournée

### Côte d’Ivoire - Sierra Leone
| Match 23              | Côte d'Ivoire                            | 2 - 2   | Sierra Leone                                              | Complexe multisports de Japoma, Japoma                      |                                                             |
| 16 janvier 2022 17h00 | ( Zaha) Haller 25e · ( Sangaré) Pépé 65e | (1 - 0) | 55e Mu. Kamara (Buya Turay ) · 90+3e A. Kamara (Caulker ) | Arbitrage : Maguette N'Diaye Arbitre vidéo : Bakary Gassama | Arbitrage : Maguette N'Diaye Arbitre vidéo : Bakary Gassama |
| 16 janvier 2022 17h00 | Rapport                                  |         |                                                           | Arbitrage : Maguette N'Diaye Arbitre vidéo : Bakary Gassama | Arbitrage : Maguette N'Diaye Arbitre vidéo : Bakary Gassama |

### Algérie - Guinée Équatoriale
| Match 24              | Algérie | 0 - 1   | Guinée équatoriale    | Complexe multisports de Japoma, Japoma                      |                                                             |
| 16 janvier 2022 20h00 |         | (0 - 0) | 70e Obiang (Miranda ) | Arbitrage : Mario Escobar Arbitre vidéo : Fernando Guerrero | Arbitrage : Mario Escobar Arbitre vidéo : Fernando Guerrero |
| 16 janvier 2022 20h00 | Rapport |         |                       | Arbitrage : Mario Escobar Arbitre vidéo : Fernando Guerrero | Arbitrage : Mario Escobar Arbitre vidéo : Fernando Guerrero |

## 3ejournée

### Côte d’Ivoire-Algérie
| Match 33                  | Côte d'Ivoire                                                   | 3 - 1   | Algérie               | Stade de Japoma, Douala                                |                                                        |
| 20 janvier 2022 17h00 WAT | ( Pépé) Kessié 22e · ( Aurier) Sangaré 39e · ( Haller) Pépé 54e | (2 - 0) | 73e Bendebka (Mandi ) | Arbitrage : Victor Gomes Arbitre vidéo : Hicham Guirat | Arbitrage : Victor Gomes Arbitre vidéo : Hicham Guirat |
| 20 janvier 2022 17h00 WAT | Rapport                                                         |         |                       | Arbitrage : Victor Gomes Arbitre vidéo : Hicham Guirat | Arbitrage : Victor Gomes Arbitre vidéo : Hicham Guirat |

### Sierra Leone - Guinée Équatoriale
| Match 34                  | Sierra Leone | 0 - 1   | Guinée équatoriale    | Stade de Limbé, Limbé                                                  |                                                                        |
| 20 janvier 2022 17h00 WAT |              | (0 - 1) | 38e Ganet (Salvador ) | Arbitrage : Mohamed Maarouf Eid Mansour Arbitre vidéo : Mahmoud Ashour | Arbitrage : Mohamed Maarouf Eid Mansour Arbitre vidéo : Mahmoud Ashour |
| 20 janvier 2022 17h00 WAT | Rapport      |         |                       | Arbitrage : Mohamed Maarouf Eid Mansour Arbitre vidéo : Mahmoud Ashour | Arbitrage : Mohamed Maarouf Eid Mansour Arbitre vidéo : Mahmoud Ashour |

## Homme du match
| Match | Résultats          | Résultats | Résultats          | Homme du match    |
| ----- | ------------------ | --------- | ------------------ | ----------------- |
| 7     | Algérie            | 0 - 0     | Sierra Leone       | Mohamed Kamara    |
| 12    | Guinée équatoriale | 0 - 1     | Côte d'Ivoire      | Jean Michaël Seri |
| 23    | Côte d'Ivoire      | 2 - 2     | Sierra Leone       | Nicolas Pépé      |
| 24    | Algérie            | 0 - 1     | Guinée équatoriale | Ivan Edu          |
| 32    | Côte d'Ivoire      | 3 - 1     | Algérie            | Franck Kessié     |
| 33    | Sierra Leone       | 0 - 1     | Guinée équatoriale | Ivan Edu          |